# Stefano Boeri
Pour les articles homonymes, voir Boeri.
Stefano Boeri, né le 25 novembre 1956 à Milan, est architecte, urbaniste, théoricien de l'architecture et essayiste. Il enseigne le design urbain à l’École polytechnique de Milan et a été professeur invité à de nombreuses universités.
En 2004, il devient directeur de la revue internationale Domus, puis passe à la direction de la revue Abitare en 2007.
Son agence Stefano Boeri Architetti a développé plusieurs projets d’architecture et d'urbanisme et a organisé de nombreuses expositions.

## Biographie

### Formation et carrière
Stefano Boeri est le fils de Cini Boeri, architecte et designer, et du neurologue Renato Boeri. Il est le petit-fils du sénateur Giovanni Battista Boeri. 
En 1980, il est diplômé de l’École polytechnique de Milan et obtient en 1989 un doctorat de recherche de l'Université IUAV de Venise. Il commence à travailler dans le milieu universitaire à Milan et à Venise, tout en se consacrant à sa thèse de doctorat. Il alimente sa réflexion sur les œuvres de Carlo Aymonino, Gregotti et Aldo Rossi. En 1992, il reçoit sa première affectation académique à l'Université de Gênes, où il entame une collaboration avec l'architecte Giancarlo De Carlo, à qui il consacrera plus tard son premier numéro de la revue Domus.
Il devient professeur de Projets d'urbanisme à la Polytechnique de Milan et est professeur invité dans diverses universités, notamment le Berlage Institute de Rotterdam,  l'École Polytechnique de Lausanne, le Strelka Institute de Moscou, le MIT, l'Université Columbia, Université Harvard, l'Université de Mendrisio.
De juin 2011 à mars 2013, il est conseiller pour la culture et le dessin de mode à la ville de Milan; en juin 2014, il devient directeur artistique de l'Estate Fiorentina et consultant pour la culture de la ville de Florence.
En 2013, il est invité à collaborer avec divers artistes au projet A New Narrative for Europe, mis en place par le président de la Commission européenne. Dans son rapport, Boeri recommande que l'Europe soit considérée comme une mégacité interconnectée.
En février 2018, il devient président de la Triennale de Milan pour un mandat de quatre ans.
Il a obtenu plusieurs prix, notamment le International Highrise Award 2014.

### Activités de recherche

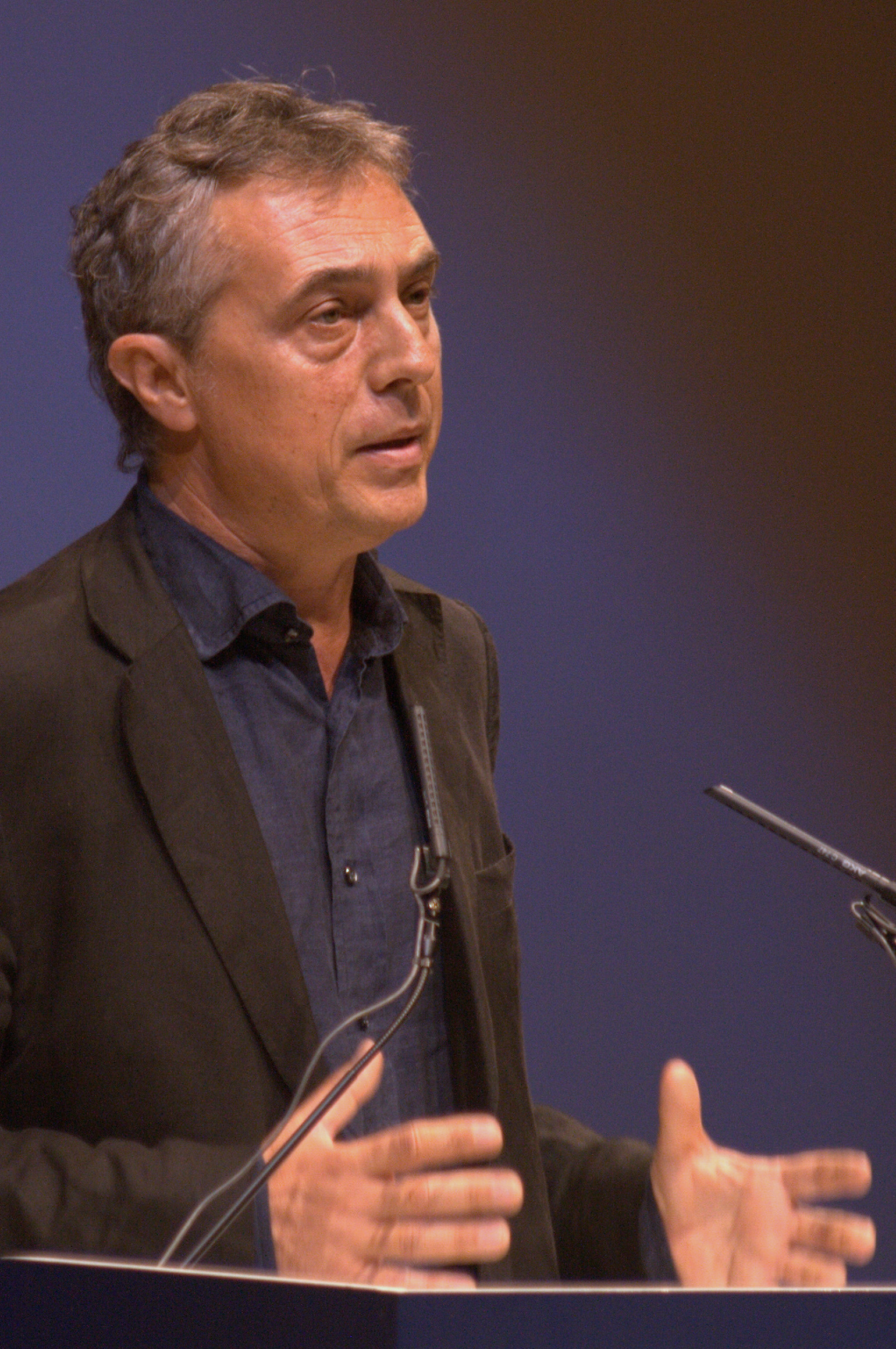
Stefano Boeri à Stati Generali Expo 2015

En 2000, il participe au volume Mutations en collaboration avec Rem Koolhaas, Sanford Kwinter, Nadia Tazi et Hans Ulrich Obrist. Il est membre du comité scientifique du Skolkovo Innovation Center à Moscou, avec Jean Pistre, Speech, David Chipperfield, Mohsen Mostafavi, Kazuyo Sejima, OMA et Herzog & de Meuron. 
En 2002, il crée à Venise un organisme de recherche sur la multiplicité: Multiplicity, intégrant des chercheurs de diverses disciplines : architecture, urbanisme, géographie, sociologie, anthropologie, économie, art, communication, photographie... Afin de concrétiser son développement, on lui offre un laboratoire : Multiplicity.lab, qui est rattaché au Service d'urbanisme de l’École polytechnique de Milan. Multiplicity.lab réalise des recherches sur le terrain, en étudiant le processus de transformation de la condition urbaine contemporaine et en élaborant des stratégies d'intervention qui mettent en relation divers acteurs et protagonistes de cette transformation. Avec cette agence, Boeri va concevoir des installations pour plusieurs des principales institutions d'architecture et d’art contemporain, telles que la Documenta de Cassel, Arc en Rêve à Bordeaux, la Triennale de Milan, la Biennale de Venise, le Kunstwerke de Berlin, le Musée d'Art Moderne de Paris, la Generali Foundation à Vienne et TN Probe Gallery à Tokyo.
Il élabore une série d’«atlas éclectiques» sur la transformation urbaine. Ces atlas sont liés à la région de Milan en milieu urbain (comme le volume en collaboration avec A. Lanzani et E. Marine, Le paysage change, Milan, 1993, et Chroniques de la vie, Milan, 2007) ainsi qu'à d'autres régions du territoire européen.
Multiplicity crée en 2002 USE: uncertain states of Europe : a trip through a changing Europe, une recherche approfondie et pluridisciplinaire sur l'avenir de l'Europe, qui a été publié en français sous le titre Une journée dans une Europe en mutation (Milan, 2003).
Boeri porte un regard attentif sur la réalité et sa recherche est en lien avec des préoccupations sociales. Pour lui, l'architecte « ne doit pas se limiter à la construction comme telle, mais aussi se préoccuper de la portée sociale de sa profession, en raison de son potentiel non seulement de modifier l'espace mais aussi d'attirer la conscience du public sur cet espace. » Plutôt que de fournir des recettes, Boeri soulève des questions.

### Activités culturelles et éditoriales
De 2004 à 2007, il est directeur de la revue internationale Domus. De 2007 à 2010, il passe à la direction de la revue Abitare. Boeri transformes ces deux revues d'architecture en plates-formes de médias par le biais d’un site web. Il est capable de présenter sa réflexion dans des formes inhabituelles : bandes dessinées, interviews, événements. Il fait ainsi de l'architecture une force sociale et politique. Outre des dispositifs de recherche, ces magazines deviennent des protagonistes de manifestations culturelles (telles que Domus Circular au Stade San Siro à Milan en 2005).  
À partir de 2007, il dirige FESTARCH, festival international d'architecture organisé par le magazine Abitare (Cagliari 2007-08 et Pérouse 2011-12), où exposent les plus grands noms de l'architecture contemporaine.
En 2008, il organise Geodesign, dans le cadre du Turin World Design Capital, qui donnera naissance au volume collectif Geodesign : la mobilitazione dell'intelligenza collettiva ; 48 progetti per Torino (Milan, Abitare Segesta, 2008).
En 2012, dans le prolongement de son essai L'Anticittà (L'Antiville), il organise l'exposition "São Paulo Calling", un projet de recherche international sur les favelas et les campements informels dans six métropoles contemporaines: São Paulo, Rome, Mumbai, Nairobi, Moscou, Bagdad et Medellin. 
En 2013, à l'occasion du 150e anniversaire de l’École polytechnique de Milan, il est le commissaire de l'exposition MI/Arch, huit leçons sur la ville par huit architectes : David Chipperfield, Grafton Architects, Arata Isozaki, Rem Koolhaas, Daniel Libeskind, César Pelli, Renzo Piano et Kazuyo Sejima.

### Une présence nationale et internationale
À partir de 1998 il développe et réalise de nombreux projets pour le traitement et la réutilisation de fronts de mer urbains et de marinas (Gênes, Naples, Trieste, Cagliari, Thessalonique, Mytilène). À Naples, la ville a décidé d'élaborer un plan pour une relation piéton/port de manière à assurer un retour progressif au secteur riverain de la ville.
Boeri fonde son agence d’architecture en 1999, Boeri Studio, lorsqu'il s'associera avec les architectes Gianandrea Barreca et Giovanni La Varra. En 2011, il a fondé Stefano Boeri Architetti; il est accompagné des associés du cabinet Francesca Cesa Bianchi (2019), Marco Giorgio (2019), Pietro Chiodi (2023). Spécialisée en architecture, design urbain et planification urbaine, l'agence travaille principalement sur la conception de bâtiments et d'espaces ouverts en milieu urbain.
Parmi ses œuvres les plus connues figure le Bosco Verticale (Forêt Verticale).

## Réhabilitation de l’Arsenal de La Maddalena
En 2008, l’agence de Stefano Boeri obtient le contrat de réhabilitation de l'ancienne base militaire établie sur l'île de La Maddalena, en Sardaigne. Le projet comprend un hôtel cinq étoiles, un centre de congrès, des bâtiments destinés à des conférences, deux espaces d'exposition et une marina pouvant accueillir 700 bateaux. La salle de conférence comporte un prisme de verre suspendu à 6 mètres au-dessus de l'eau, offrant une vue panoramique sur la Gallura. 
Le projet, qui compte plus de 155 000 m2, a été développé en 18 mois. Il se veut conforme aux exigences de développement durable avec un système d'échange de chaleur à base d'eau de mer destiné au chauffage et au refroidissement des bâtiments, ainsi que des panneaux solaires pour la production d'eau chaude et des panneaux photovoltaïques produisant de l'énergie.
Les installations devaient accueillir le sommet du G8 de juillet 2009, mais celui-ci a été déplacé en dernière minute dans la zone de L'Aquila qui venait de subir un séisme. 
En 2018, le site de La Maddalena, qui avait été laissé à l'abandon et tombait en ruines, a été repris par le gouvernement régional. Il est question de draguer les déchets polluants laissés par la marine américaine qui y stationna jusqu'en 2006. Ce projet suscite chez de jeunes architectes le désir de remettre l'ensemble du site en état.

## Le Bosco Verticale
Le Bosco Verticale est un ensemble conçu par le Studio Boeri de 40 millions d’euros intégré dans un projet de renouvellement urbain du quartier milanais de Porta Nuova à Milan, en Italie. Il s'agit de deux tours hautes respectivement de 76 mètres et 112 mètres expérimentant une nouvelle forme d'intégration paysagère du bâti, souvent décrite par les architectes et les médias comme une « forêt verticale ». Les deux tours ont été inaugurées en 2014.
Alors que la superficie mondiale de forêt continue à régresser, les architectes ont voulu compenser localement la perte d'arbres en installant l'équivalent de deux hectares de forêt dans les balcons des deux tours.
C'est une première mondiale en termes d'écologie urbaine et un moyen nouveau d’intégrer arbres, arbustes et plantes dans un immeuble. Cette végétation nécessitera de l'eau, de l'entretien et des nutriments, mais contribuera dans le quartier à produire de l'oxygène et à épurer l'air dans une ville connue pour sa pollution et à dégrader certaines particules polluantes, en plus d'absorber du dioxyde de carbone. Elle jouera également un rôle de climatisation en fournissant de l'ombre et un microclimat plus tempéré tout au long de l'année. Une certaine biodiversité devrait aussi s'installer dans cette forêt verticale (oiseaux, chauve-souris, insectes et autres invertébrés, ainsi que des lichens, mousses, champignon et épiphytes devraient se nourrir, s’abriter ou se reproduire dans ces arbres, plantes et leurs substrats.
La forme de la tour a été conçue pour offrir les avantages de la vie urbaine, tout en limitant l'étalement urbain et en offrant un environnement plus naturel (21.000 plantes environ étaient en place lors de la livraison du bâtiment) aux habitats et usagers de la tour (50 000 m2 de forêts).

Ce projet est représentatif des préoccupations environnementales de Stefano Boeri pour qui « Les villes doivent être des vecteurs dans le développement de corridors écologiques planétaires. » En 2020, l'architecte déclarait ainsi : 

« l’homme va devoir réviser son rapport à la nature, et l’envisager non plus en termes d’exploitation, mais d’alliance. Les villes accueillant désormais la majorité des humains, les architectes et les urbanistes auront un rôle important à jouer pour repenser cet équilibre entre la ville et la nature. Ce qui implique pour les architectes un changement de paradigme. »

Boeri a développé plus de deux douzaines de projets similaires dans le monde : Chavannes-près-Renens (Suisse), Utrecht (Pays-Bas), Sao Paolo (Brésil), Tirana (Albanie); à Eindhoven, il a adapté son projet à la construction d'un logement social; à Nanjing, deux tours sont en construction, de 108 mètres et 200 mètres de haut, abritant bureaux, hôtel de luxe et commerces. Il a aussi un projet d'hôtel à Shanghaï. En France, il a un projet à Villiers-sur-Marne : Forêt blanche, « une tour de 54 mètres à structure en bois, couverte par 2 000 arbres et plantes. »

## Principales réalisations

### Stefano Boeri Architetti - Projets Sélectionnés
- Urban Oasis - Bratislava, Slovaquie, 2024 - en cours
- Ramagrama Stupa - mastrerplan, Lumbini, Népal, 2024 - en cours
- ALER Housing Redevelopment - Monza, Italie, 2023 - en cours
- Tratturi Masterplan - mastrerplan, région de Molise, Italie, 2023 - en cours
- Dubai Vertical Forest - présenté à la COP27 à Sharm, le projet est le premier prototype d'une forêt verticale pour les régions MENA, dans le but d'intégrer les avantages de la foresterie urbaine dans les climats arides, Dubaï, Émirats Arabes Unis, 2022 - en cours.
- Borgo Verde Conegliano - mastrerplan, Conegliano, Italie 2022 - en cours
- Une Promenade Verte pour le Front de Mer de Cagliari - Cagliari, Italie, 2022 - en cours
- Réaménagement de l'ancienne Banque d'Italie - Crémone, Italie, 2022 - en cours
- Quattro Volte - Parc archéologique d'Ostia Anticha, Rome, Italie, 2022
- Hanji House - pavillon, Venise, Italie, 2021 - 2022
- Centre de Réhabilitation - Shenzhen, Chine, 2020 - en cours
- Xi'an Culture Modern Technology Experience Center - Xi'an, Chine, 2020 - en cours
- Une forêt morte - projet de scène pour la tragédie Les femmes de Troie d'Euripide, Syracuse, Italie, 2019
- Nouvel accès à la Domus Aurea - Rome, Italie, 2019 - 2021
- Le parc Polcevera et le Cercle Rouge - Gênes, Italie, 2019-en cours
- Tirana Vertical Forest - forêt verticale, Tirana, Albanie, 2019 - en cours
- Parco Italia - vision, Italie, 2019 - en cours
- Centre Polyvalent et de Protection Civile de Norcia - Norcia, Italie, 2018
- Polo del gusto di Amatrice - Amatrice, Italie, 2018
- Palazzo Verde - forêt verticale, Anvers, Belgique, 2018 - 2021
- Bosconavigli - Milan, Italie, 2018-en cours
- Réaménagement de la Gare Centrale de Matera - Matera, Italie, 2018
- Trudo Vertical Forest - la première forêt verticale dans un logement social, Eindhoven, Pays-Bas, 2017 - 2021
- Chambre 5 : Stanza del Cartone di Raffaello - installation, Biblioteca Pinacoteca Ambrosiana, Milan, Italie, 2017 - 19
- Easyhome Huanggang Vertical Forest City Complex - forêt verticale, Huanggang, Hubei, Chine, 2017 - 2021
- Trois Nouvelles écoles pour Tirana - Tirana, Albanie, 2017 - en cours
- Wonderwoods Vertical Forest - forêt verticale, Utrecht, Pays-Bas, 2017 - en cours
- Shanghai Hecheng Renovation - immeuble de bureaux, Shanghai, Chine, 2017
- Nanjing Vertical Forest - forêts verticales, 200 et 107m, Nanjing, Chine, 2016 - en cours
- Ca' delle Alzaie, Trévise, Italie, 2016
- La Torre dei Cedri - forêt verticale résidentielle, 117m, Chavannes-Prés-Renens, Lausanne, Suisse, 2015 - en cours

### Stefano Boeri Interiors - Projets Sélectionnés
- Rénovation du couvent de Santa Chiara - Piacenza, Italie
- Pavillon Italien - Francfort, Allemagne, 2024 - Invité d'honneur à la 76e édition de la Foire de Francfort (Frankfurt Buchmesse)
- Pollenzo 2.0 - Pollenzo (Cuneo), Italie, 2024
- Swing - Milan, Italie, 2023 - installation pour la Semaine du design de Milan 2023
- Floating Forest - Milan, Italie, 2022 - installation pour la Semaine du design de Milan
- Supersalone - Milan, Italie, 2021

### Boeri Studio - Projets Sélectionnés
- Nouvel hôpital polyclinique, Milan, Italie, 2007 ; 2009 - 2010 ; 2017-2018 ; 2020 - 2025
- Bosco Verticale - tours résidentielles, 80 et 112 m, complexe résidentiel pour la biodiversité, Milan, Italie, 2007 - 2014
- Casa Del Mare - centre de conférences et d'expositions, Ex Arsenale La Maddalena, Sardaigne, Italie, 2009
- Pavillon de la mer - Espace commercial, d'exposition, éducatif et touristique lié aux activités nautiques et de voile, Ex Arsenale La Maddalena, Sardaigne, Italie, 2009
- Résidence-hôtel Ex Arsenale, Ex Arsenale La Maddalena, Sardaigne, Italie, 2009
- Incubateur d'art - Centre culturel et d'exposition, incubateur d'art contemporain, IsolaProject, Milan, Italie, 2006
- Villa Méditerranée - Centre d'exposition et de recherche sur les thèmes méditerranéens, Port de Marseille, Marseille, France, 2004 - 2013
- ENEL Bagnore 3 - centrale géothermique, Grosseto, Italie, 1998-2000
- Falck Bic, restauration, Sesto San Giovanni, Milan, Italie, 1998
- Maintenance et rénovation du stade G. Meazza, Milan, Italie, 2004
- Molo Beverello, projet pour un nouveau front de mer, Naples, Italie, 1998 - 1999

## Principales expositions
- Quattro Volte, Parc archéologique d'Ostia Antica, Rome, 2022 ; conception de l'exposition «Chi è di scena! Cento anno di spettacoli a Ostia Antica (1922-2022)».
- Trees, Shanghai, 2021 ; l'exposition célèbre les arbres en tant que source d'inspiration esthétique pour les sociétés humaines, faisant écho aux dernières découvertes scientifiques qui jettent une lumière nouvelle sur l'intelligence de la nature vivante et végétale.
- Supersalone, Milan, 2021 ; Supersalone est le concept unique d'un nouveau format pour l'événement spécial créé pour le Salone del Mobile, Milan.
- Framing the Wild, Paris, 2019 ; Espace d'exposition Technal pour Batimat 2019
- Boschi Verticali, Metropoli del Futuro, New York, 2019 ; l'exposition propose une réflexion sur les stratégies durables les plus efficaces pour les villes contemporaines, en mettant l'accent sur la foresterie urbaine.
- Les Forêts Verticales et Métropoles Biodiverses, Lyon, 2019 ; l'exposition de Stefano BoeriArchitetti sur le thème du développement régénératif
- Homo Faber: Crafting a more human future, Isola di San Giorgio, Venise, 2018 ; l'exposition internationale sur la valeur et l'excellence des métiers d'art
- The future of Living and the Planet of the Future, Milan, 2018 ; le scénario d'expérimentation créative de cette installation propose une anticipation possible des réponses du design aux effets dévastateurs du changement climatique, à commencer par l'élévation du niveau des océans.
- Lighthenge Edison, Milan, 2018 ; une installation lumineuse urbaine qui rend visible, scénique et partageable l'idée d'énergie et ses implications dans les cultures et les sociétés contemporaines.
- Renaissances. Œuvres d'art sauvées du tremblement de terre à Amatrice et Accumoli, Rome, 2017 ; l'exposition redonne vie au patrimoine d'œuvres d'art sauvées des décombres et met en évidence la valeur de la culture qui s'est installée dans les petites villes d'Italie.
- Radura, Milan, 2016 ; installation temporaire, micro-construction itinérante
- Urban Tree Lounge, 2016 ; l'installation naît de l'idée de donner vie à un espace couvert et en même temps ouvert aux flux piétonniers, dynamique mais en pause. Ainsi est né le modèle d'un arbre artificiel, à l'ombre duquel on pourrait se reposer et s'abriter.
- China View, Beijing, 2015 ; espace unique au-dessus de la ville où les gens ont l'impression de flotter dans les nuages
- São Paulo Calling, São Paulo, 2012 ; projet de recherche international sur les quartiers informels de São Paulo, Rome, Mumbai, Nairobi, Moscou, Bagdad et Medellin, sous la direction de StefanoBoeri.
- Meet Design, Mercati Traiani Rome 2011, Palazzo Bertalazzone di S. Fermo, Turin, 2011 ; le design italien de 1948 à aujourd'hui, une sélection de pièces historiques inhabituelles, une exposition organisée par Stefano Boeri Architetti.
- Biomilano - Exposition de six idées pour une métropole de la biodiversité, Milan, Pékin, 2011 ; sous la direction de Stefano Boeri
- Sostenibili distopie, Biennale d'architecture de Venise 2008 ; Louisiane 2008 ; exposition sur les recherches de Boeri Studio sur la réconciliation entre la ville et la nature.
- Solid Sea, Documenta 11 Kessel, 2002 ; Rotterdam Filmfestival 2003 ; Fondazione Pistoletto,Biella 2003 ; Spazio Lima, Milan 2003 ; Forme d'acqua, Palermo 2004 ; Forme d'acqua, DarBash Hamba, Tunis 2004 ; exposition sur les recherches de Multiplicity sur la Méditerranée, organisée par Multiplicity.
- Border Device(s) - The Road Map, Berlin Kunst Werke 2003 ; Biennale d'art Venezia 2003;Musée d'Art Moderne Paris 2003; Atteggiamenti, Genève 2003 ; Roomade, Bruxelles 2003;Witte de Witt, Rotterdam 2003 ; Konsthall, Malmö 2004 ; Stateless Nation Bethlehem PeaceCenter, Bethlehem 2004 ; Festival Filosofia, Modena 2004 ; Biennale d'Architettura, Beijing 2004 ; Birzeit University, West Bank 2004 ; Holon Digital Art Lab Center, Tel Aviv 2004 ; MuseoLaboratorio, Philadelphia 2004 ; ZKM Center for Art and Media, Karlsruhe 2005 ; Musac, Leon2005 ; HMKV, Dortmund 2005 ; Paltform Paradis, Ein Hawd, Haifa 2008. Exposition de Multiplicity sur la prolifération des frontières contestées dans le monde contemporain.
- New Trend in Architecture, Porto, Rotterdam, Tokyo, 2002 ; exposition itinérante sur la nouvelle architecture européenne et japonaise.
- USE- Uncertain States of Europe, Bordeaux 2000 ; Bruxelles 2001 ; Tokyo 2001 ; Perth 2002;Milan 2002 ; exposition sur les recherches de Multiplicity sur la condition de l'Europe présentée dans le cadre de Mutations, organisée par Multiplicity.
- Sections of the Italian Landscape, Venice Architecture Biennale 1998 ; exposition sur les recherches de Stefano Boeri et Gabriele Basilico sur le paysage italien, organisée par Boeri Stu

## Ouvrages publiés
- Transforming Biocities. Designing urban spaces inspired by nature, Springer, Berlin, 2023
- Green Obsession. Trees Towards Cities, Humans Towards Forests, Actar, Barcelona, 2021
- Urbania, Laterza Edizioni, Milano, 2021
- La Maddalena, recupero dell’ex arsenale militare, Skira, Milano, 2017
- Bosco Verticale, curato da Action Group & Stefano Boeri Architetti, Action Group srl, Milano,2017
- La città scritta. Carlo Aymonino, Vittorio Gregotti, Aldo Rossi, Bernardo Secchi, Giancarlo DeCarlo, Quodlibet, Macerata 2016
- A Vertical Forest, a cura di Guido Musante e Azzurra Muzzonigro, Corraini Edizioni, Mantova2015
- Fare di più con meno, Il Saggiatore, Milano 2013
- L'Antiville, Edizioni Manuella, 2013
- L'Anticittà, Laterza, Bari, 2011
- Biomilano, a cura di M. Brunello e S. Pellegrini, Corraini Edizioni, Mantova 2011
- Geopolitica Minerale, Boeri S, In M. Brunello, Insulza F.,
- L'Effetto Maddalena: un affare architettonico. P. 18-23, 2009
- Milano, Cronache dell'abitare, a cura di Multiplicity.lab, Mondadori, Milano, 2007
- USE: Uncertain States of Europe, un viaggio attraverso l'Europa che cambia, Boeri S. con Multiplicity, Skira Editore, Milano 2003
- Mutations, Boeri S. con Rem Koolhaas, Hans Ulrich Obrist, Stanford Kwinter, Nadia Tazi, ActarBarcellona, 2000
- Il territorio che cambia Associazione Interessi Metropolitani 1993, con Arturo Lanzani edEdoardo Marini